# Marie-Madeleine de la Peltrie
Marie-Madeleine de la Peltrie (plus couramment appelée Madeleine de la Peltrie), née Cauchon de Vaubougon de Chauvigny le 25 mars 1603 à Alençon, France, et morte le 18 novembre 1671 à Québec, est une éducatrice au Canada et bienfaitrice pour la création du couvent des Ursulines de Québec.

## Sa vie

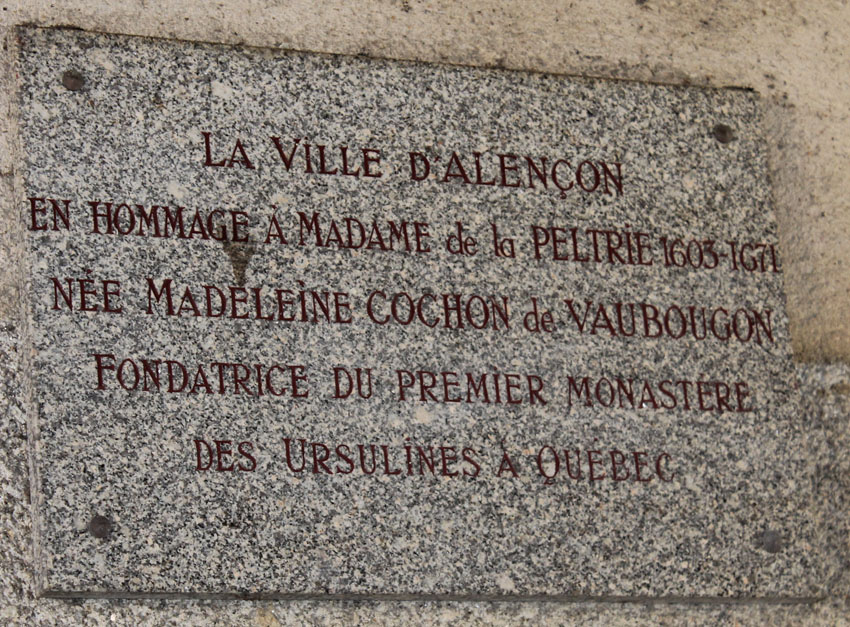
Alençon (Orne), plaque commémorative de la Cour Cauchon de Vaubougon perpétuant la mémoire de Maleine de la Peltrie

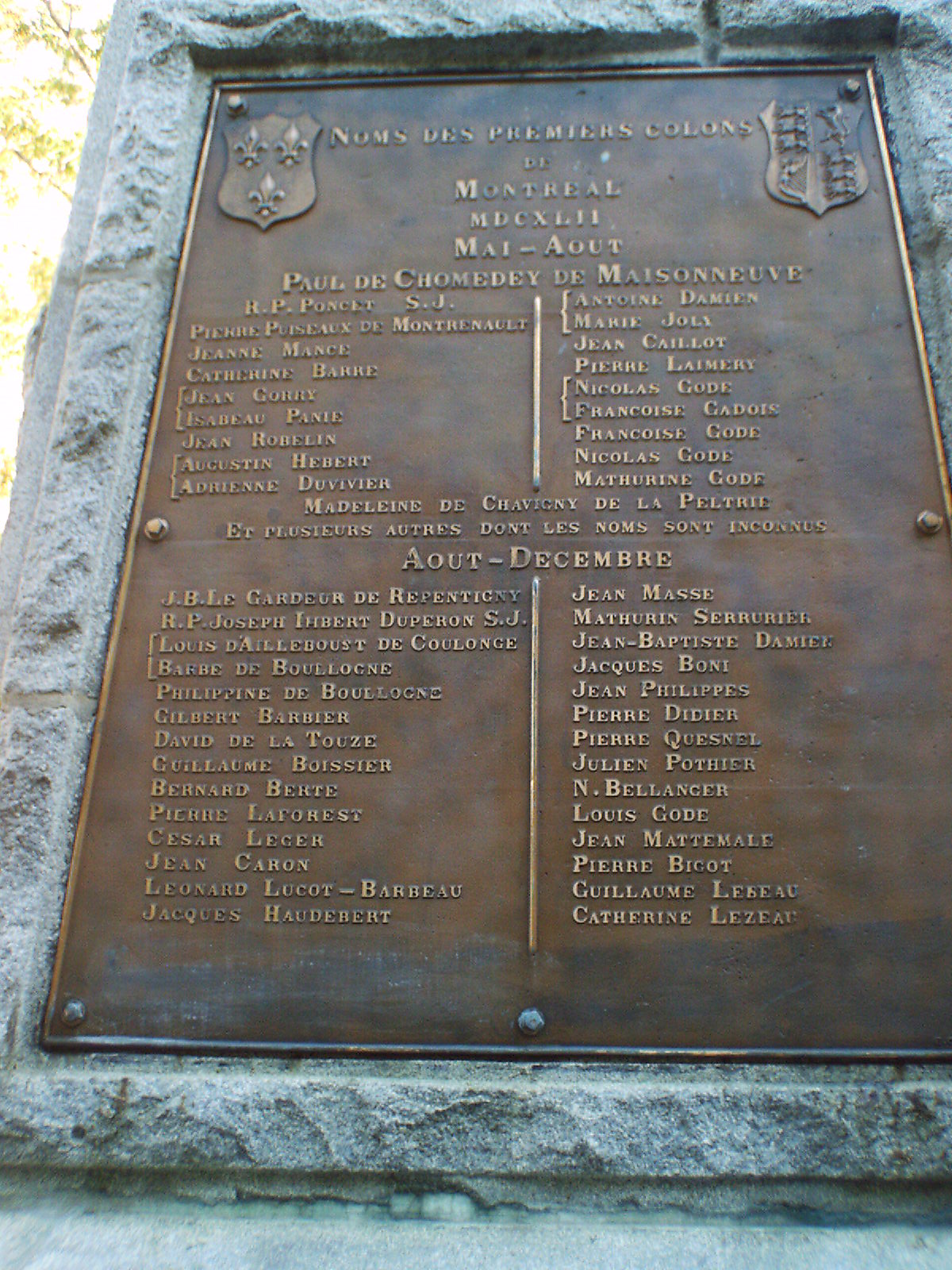
Monument aux pionniers de Montréal.

Née de l'union de Guillaume de Chauvigny et de Jeanne du Bouchet, Madeleine de la Peltrie fut mariée contre son gré, à dix-sept ans, à Charles de Gruel (décédé en juillet 1628), seigneur de la Peltrie, manoir de la paroisse de Bivilliers dans la province du Perche. Veuve à l’âge de vingt-deux ans (sa jeune fille étant décédée au berceau), Madeleine de la Peltrie, dont le désir initial était d’entrer en religion, se lie à la bonne société de la ville de Mortagne (aujourd'hui Mortagne-au-Perche), ville d'où part en 1634, à l'initiative de Robert Giffard et de Noël et Jean Juchereau, le premier groupe de colons percherons pour la Nouvelle-France. Elle éprouve en outre, dès 1625 à la lecture de la Relation du père jésuite Lejeune, un ardent désir de partir en mission au Canada en dépit de l’opposition de son père qui l’a obligée à se remarier et du soutien actif de Saint Vincent de Paul. Un mariage est envisagé en 1637 avec Jean de Bernières-Louvigny, trésorier de France. Il reste en l'état de projet en raison de la mort de son père, le 3 juin 1637 et, après celle-ci, Madeleine de la Peltrie, femme libre et anticonformiste, peut enfin s’embarquer en 1639 pour le Canada grâce à l'aide de Jean de Bernières, accompagnée de trois Ursulines, comprenant Marie de Saint-Joseph et Marie de l'Incarnation, et d'une jeune femme, Charlotte Barré.

### Pionnière de Montréal
Dès son arrivée à Québec, le premier août 1639, elle y entreprend la conversion des Hurons et d’autres nations amérindiennes auxquelles elle enseigne également le français, la lecture ou le calcul. Son esprit aventureux l'amène à soutenir, en 1641, le projet de création d'une colonie sur l'île de Montréal, développé par la société Notre-Dame de Montréal. Elle est au nombre des quarante-quatre colons qui, dans des conditions difficiles, participent, le 17 mai 1642, à la messe fondatrice de la ville de Montréal célébrée par le Père Vimont, en présence de Paul de Chomedey, sieur de Maisonneuve, de Charles Jacques Huault de Montmagny, et de Jeanne Mance. De retour à Québec, Madeleine de la Peltrie décide de consacrer irrévocablement et entièrement sa vie et sa fortune à l’œuvre de Marie de l’Incarnation et fonde le couvent des Ursulines. Bien qu’elle n'ait jamais été, en dépit de ses requêtes, formellement admise au noviciat (elle rejoignit la compagnie de Sainte-Ursule en 1646, mais ce fut de courte durée), Madeleine de la Peltrie a néanmoins mené la vie humble et austère d'une vraie religieuse, en observant scrupuleusement la règle pour le restant de sa vie.Elle a également soutenu plusieurs œuvres religieuses comme la construction de la première église de Tadoussac. En 1659, la maison qu'elle a fait construire près du monastère des Ursulines accueille François de Montmorency-Laval, premier évêque de Québec.
Elle s'est éteinte d'une pleurésie, le 12 novembre 1671, et a été inhumée dans la chapelle des Ursulines.
Après 1969, les religieuses installeront dans sa maison l'actuel musée des Ursulines.
La ville de Québec doit son origine à l’établissement des familles des premiers colons français autour du couvent qu’elle a fondé.

## Toponymie
- À Trois-Rivières, un district électoral, une rue et une école secondaire portent le nom de Chavigny qui fut donné par erreur en hommage à Madame de Chauvigny de la Peltrie. En effet, en 1963, pour le choix d’un nouveau nom désignant la municipalité de la paroisse de Trois-Rivières (la banlieue), créée en 1846, le conseil municipal avait proposé à la population les noms Trois-Rivières-Ouest et Val-Mauricie. Les deux tiers préféraient le premier. Insatisfaite, la Société Saint-Jean-Baptiste lança un concours auprès de la population. Le premier prix alla au nom Godefroy, le second au nom Radisson et le troisième au nom Chavigny. Le gouvernement trancha pour le nom Trois-Rivières-Ouest.

Le quotidien Le Nouvelliste rapporte que Chavigny est le nom « d’une grande dame des premiers temps de la colonie, Madame Veuve Madeleine de Chavigny. » Cette veuve n’était pas une Chavigny mais une Chauvigny. Mieux connue sous le nom de Madame de la Peltrie, Madeleine de Chauvigny fonda l’établissement des Ursulines en Nouvelle-France en 1639.
La ville de Trois-Rivières-Ouest fut fusionnée avec cinq autres municipalités pour former l'actuelle ville de Trois-Rivières.
À ne pas confondre avec les Chavigny de La Chevrotière, à Deschambault.
- À Saguenay, secteur Jonquière, un lieu-dit porte le nom de Chauvigny.
- À Laval, à Québec et à Terrebonne, une rue porte le nom de Chauvigny.
- Quatorze noms de lieux portent le nom de Chavigny (et non Chauvigny), qui renvoie probablement surtout à la famille Chavigny de La Chevrotière, seigneur de Deschambault, et peut-être, comme c'est le cas à Trois-Rivières, à Madame de la Peltrie.